# Охтеурье
Охтеу́рье — село в России, находится в Нижневартовском районе, Ханты-Мансийского автономного округа — Югры. Входит в состав Сельского поселения Ваховск.
Почтовый индекс — 628655, код ОКАТО — 71119925001.

## Население
| 2010 |
| ---- |
| 637  |

## Климат
Климат резко континентальный, зима суровая, с сильными ветрами и метелями, продолжающаяся семь месяцев. Лето относительно тёплое, но быстротечное.

## Фотогалерея

Школа.
Памятник погибшим в ВОВ.
Отделение связи.